# NK Železničar Maribor
Nogometni Klub (NK) Železničar Maribor – słoweński klub piłkarski, grający w czwartej lidze słoweńskiej, mający siedzibę w mieście Maribor.

## Historia
Klub został założony w 1927 roku. W 1937 roku po raz pierwszy zwyciężył w rozgrywkach ligi Republiki Słowenii, a w barażach o awans do pierwszej ligi jugosłowiańskiej przegrał z SAŠK Sarajevo. W 1940 roku ponownie zwyciężył w mistrzostwach republiki, a w sezonie 1968/1969 sięgnął po mistrzostwo po raz trzeci. Wtedy też po raz pierwszy w swojej historii awansował do drugiej ligi jugosłowiańskiej. Grał w niej przez trzy lata. W 1973 roku Železničar po raz czwarty i ostatni został mistrzem Republiki Słowenii.
W sezonie 1991/1992 Železničar wywalczył pierwszy awans do powstałej w 1991 roku pierwszej lidze słoweńskiej. Na najwyższym szczeblu rozgrywek w Słowenii grał przez rok. Zajął 17. miejsce i spadł do drugiej ligi. W późniejszych latach klub miewał kłopoty finansowe, a w 2003 roku został zdegradowany do trzeciej ligi. W 2008 roku spadł do czwartej ligi.

## Stadion
Domowe mecze klub rozgrywał na stadionie Športni park Tabor, który może pomieścić 1000 widzów.

## Historia występów w pierwszej lidze
| Sezon     | Pozycja      | M  | Pkt. | Z | R | P  | GZ | GS |
| --------- | ------------ | -- | ---- | - | - | -- | -- | -- |
| 1992/1993 | 17. (spadek) | 34 | 20   | 6 | 8 | 20 | 30 | 62 |

## Sukcesy

### Jugosławia
- 3. liga
  - mistrzostwo (4): 1936/1937, 1939/1940, 1968/1969,1972/1973
  - wicemistrzostwo (6): 1933/1934, 1934/1935, 1935/1936, 1937/1938, 1940/1941, 1946
- Puchar Republiki Słowenii
  - zwycięstwo (2): 1957, 1960

### Słowenia
- 2. SNL
  - mistrzostwo (1): 1991/1992

## Reprezentanci kraju grający w klubie
Stan na wrzesień 2015.
| - Suad Filekovič - Amir Karič | - Vladimir Kokol - Miłko Ǵurowski |